# Faorina
Faorina is een geslacht van zee-egels uit de familie Pericosmidae.

## Soorten
- Faorina callosa (Manzoni, 1879) †
- Faorina chinensis Gray, 1851
- Faorina lovisatoi (Lambert, 1909) †
- Faorina maullui Stara & Borghi, 2012 †
- Faorina oppenheimi (Lambert, 1909) †